# Il singhiozzo del cucciolo
Il singhiozzo del cucciolo (Hic-cup Pup) è un film del 1954 diretto da William Hanna e Joseph Barbera. Il film è l'ottantaduesimo cortometraggio della serie animata Tom & Jerry.

## Trama
Spike mette a dormire Tyke. Poco dopo Tom insegue Jerry fino alla cuccia di Spike e alla culla di Tyke. Spike rimprovera Tom, dopodiché a Tyke viene il singhiozzo. Dopo averglielo fatto passare, Spike avverte Tom che se disturberà ancora Tyke passerà dei guai. Jerry però fa di tutto affinché Tom disturbi Tyke, al quale ogni volta viene il singhiozzo, che Spike gli fa passare. Quando però Jerry si nasconde nella culla del dormiente Tyke, Tom vi fruga per cercare il topo, ma arriva Spike e a Tyke torna di nuovo il singhiozzo. Tom scappa via, e Spike cerca di far passare il singhiozzo al figlio, ma viene anche a lui. Jerry intanto sale sul tetto passando per il tubo della grondaia; Tom lo segue, ma il tubo si stacca e il gatto precipita a terra, atterrando vicino a Spike e Tyke e producendo una grossa nuvola di polvere. Tom si nasconde sotto terra, ma Spike lo tira fuori dalla buca congratulandosi con lui, dal momento che l'impatto ha fatto passare il singhiozzo ai due cani. Jerry, che assiste alla scena, scappa dalla sua tana con una valigia, dopo aver attaccato sulla porta un messaggio con scritto: "Jerry è andato a sud per motivi di salute". Tom poi osserva il messaggio perplesso.

## Distribuzione
Nell'edizione originale Tom non parla, mentre nella versione italiana legge il biglietto lasciato sulla porta della tana di Jerry dicendo: "Jerry è andato a sud per problemi di salute" (voce di Franco Latini).